# (29785) 1999 CD55
A (29785) 1999 CD55 a Naprendszer kisbolygóövében található aszteroida. A LINEAR projekt keretében fedezték fel 1999. február 10-én.